# 海福特牛

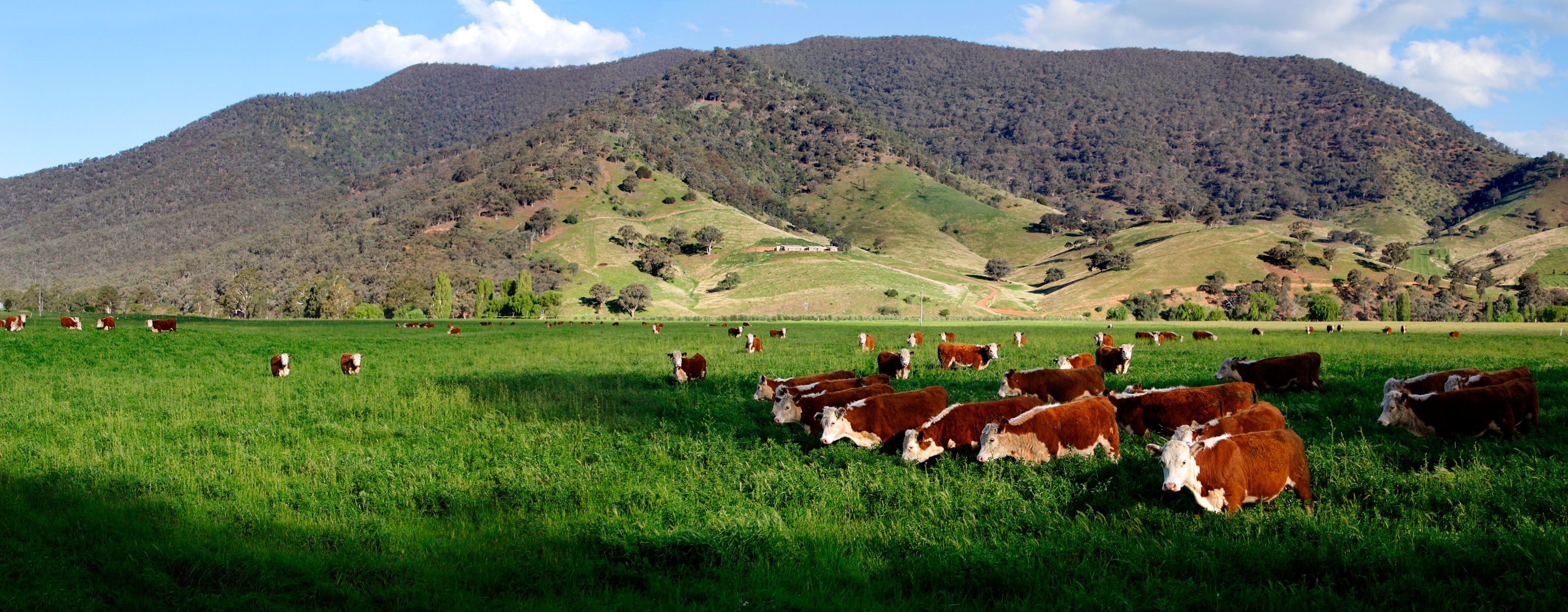

海福特牛（Hereford cattle）是一种原产英国海福特郡的著名肉牛品种。这是一种古老的小型早熟家牛品种，成年公牛重900公斤以上，母牛600公斤以上。

## 原产地及分布
海福特牛原产于英格兰西部的海福特郡。是世界上最古老的中小型早熟肉牛品种，该品种在18世纪由几个海福特郡家庭人工选择繁育，现分布于世界上许多国家。 根据2023年的调查，海福特牛在62个国家有超过七百万头。在乌拉圭、巴西和智利有超过十万头。

## 品种特征
海福特牛体躯被毛红色，头面及颈、胸、腹、四肢、尾等下部为白色；具有典型的肉用牛体型，分为有角和无角（19世纪在美国育成）两种。胸广而深，背腰平直宽广，体躯紧凑，肌肉丰满。具有强健体质、耐粗饲料、耐寒、肉质佳、适应性强等优点。

### 外貌特征
颈粗短，休躯肌肉丰满，呈圆筒状，背腰宽平，臀部宽厚，肌肉发达，四肢短粗，侧望体躯呈矩形。全身被毛除头、颈垂、腹下、四肢下部以及尾尖为白色外，其余均为红色，皮肤为橙黄色，角为蜡黄色或白色。 

### 生产性能
海福特牛体重：成年母牛平均520－620千克，公牛900－1100千克；犊牛初生重28—34千克。该牛7－18月龄的平均日增重为0.8－1.3千克；良好饲养条件下，7－12月龄平均日增重可达1.4千克以上。据载，加拿大—头公牛，育肥期日增重高达2.77千克。屠宰率一般为60%－65%，18月龄公牛活重可达500千克以上。 
该品种牛适应性好，在干旱高原牧场冬季严寒（-48℃—-50℃）的条件下，或夏季酷暑（38℃—40℃）条件下，都可以放牧饲养和正常生活繁殖，表现出良好的适应性和生产性能。 

### 与中国黄牛杂交效果
中国在1913年、1965年曾陆续从美国引进该牛，现已分布于中国东北、西北广大地区，总数有400余头。各地用其与本地黄牛杂交，海杂丰一般表现体格加大，体型改善，宽度提高明显；犊牛生长快，抗病耐寒，适应性好，体躯被毛为红色，但头、腹下和四肢部位多有白毛。